# Wawrzonowy Dół

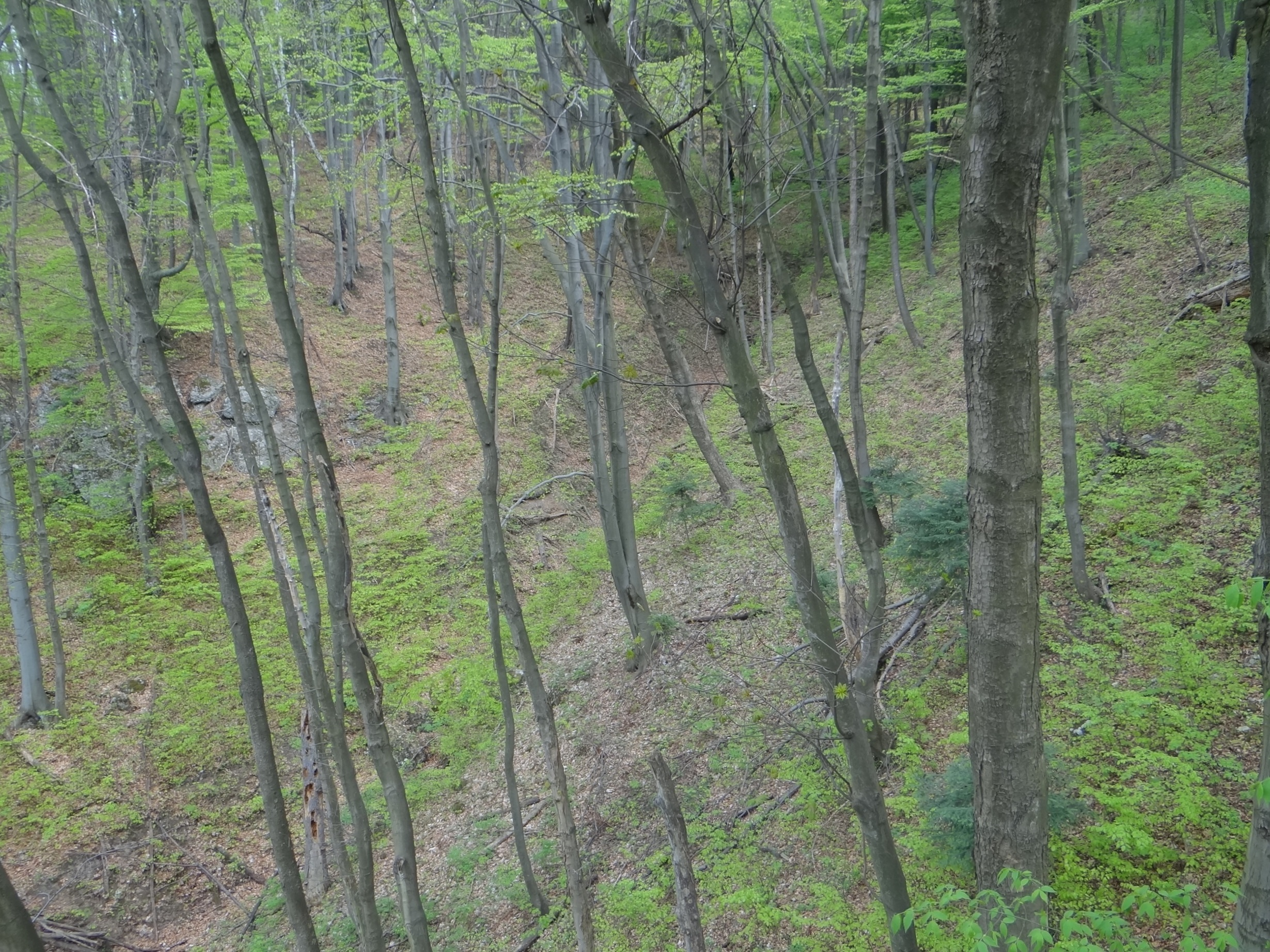
Wawrzonowy Dół

Wawrzonowy Dół – porośnięty lasem wąwóz w Ojcowskim Parku Narodowym. Znajduje się w lewym zboczu Doliny Prądnika i ma wylot naprzeciwko i nieco powyżej Bramy Krakowskiej. Jest łatwo rozpoznawalny, u jego wylotu bowiem znajduje się charakterystyczny drewniany pawilon OPN w formie bramki wejściowej z daszkiem (kasa Jaskini Ciemnej).
Wylot Wawrzonkowego Dołu obramowany jest dwoma grupami skał; po północnej stronie są to Skały Kawalerskie, po południowej skała Słupek i Skała Krukowskiego. Przez wylot wąwozu i jego orograficznie prawymi zboczami, tuż obok skały Słupek prowadzi szlak turystyczny do Jaskini Ciemnej i na górę Koronną.

## Szlak turystyki pieszej
wejście obok skały Słupek, przez wąwóz Wawrzonkowy Dół, wypłaszczenie Skały Krukowskiego, Jaskinię Ciemną, powyżej skały Rękawica, przez punkty widokowe na Górze Koronnej, obok Skały Puchacza do dna Doliny Prądnika przy wylocie Wąwozu Smardzowickiego. 